# Lucia Guerrini
Lucia Guerrini (* 31. Dezember 1931 in Lodi; † 1. November 1990 ebenda) war eine italienische Klassische Archäologin.

## Leben
Lucia Guerrini wuchs in Lodi auf. Auf dem humanistischen Gymnasium entdeckte sie ihre Vorliebe für die römische und griechische Kultur der Antike. Vor allem die Archäologie faszinierte sie. Nach der Matura entschied sie sich nicht wie ihre Schwester Medizin zu studieren und den Spuren ihres Vaters zu folgen, der Arzt war. Vielmehr schrieb sich an der Fakultät für Philologie und Humanwissenschaften der Universität Mailand ein und studierte Klassische Altertumswissenschaft.
Hier entwickelte sie ihr Interesse für koptische Kunst bei Sergio Donadoni, 1954 schloss sie mit der Laurea bei Giovanni Becatti zu den koptischen Stoffen im Archäologischen Nationalmuseum Florenz ab. Becatti überzeugte sie anschließend, sich für ein Stipendium an der Scuola Archeologica Italiana di Atene zu bewerben. 1957 nahm sie als frischgebackene Stipendiatin an der Ausgrabung in Phaistos auf Kreta unter der Leitung von Doro Levi teil.
Nach ihrer Rückkehr nach Italien, ließ sie sich in Rom nieder. Dort frequentierte Lucia Guerrini eine Gruppe von jungen Archäologen um Ranuccio Bianchi Bandinelli, der seit 1956 Archäologie und Klassische Altertumswissenschaften an der Universität La Sapienza lehrte. 1958 nahm sie Bianchi Bandinelli in die Redaktion, der von ihm gegründeten Enciclopedia dell’Arte Antica, Classica e Orientale auf. Von Band 2 (1959) bis Band 7 (1966) sowie für das Supplemento 1970 (1973) verfasste sie zahlreiche Artikel.
Zugleich wurde sie auch Assistentin von Bianchi Bandinelli an der Sapienza und ab 1964 von dessen Nachfolger Becatti. 1973 wurde sie selbst die Nachfolgerin von Becatti als Professorin für Archäologie und Klassische Altertumswissenschaften.
In den 1960er Jahren beschäftigte sie sich vor allem mit ikonographischen Themen. Ihr Interesse für das römisch-spätantike Ägypten führte 1965 bis 1968 zu ihrer Teilnahme an den unter Leitung von Donadoni stehenden Ausgrabungen in Antinoupolis. Sie wandte sich jedoch zunehmend der Sammlungsgeschichte und der Antikenrezeption in Rom zu. So bearbeitete sie etwa die Kataloge der Skulpturen im Palazzo Mattei di Giove und im Quirinalspalast.

## Veröffentlichungen (Auswahl)
- Le stoffe copte del Museo Archeologico di Firenze. L’Erma di Bretschneider, Rom 1957 (Dissertation).
- Infanzia di Achille e sua educazione presso Cirene. In: Studi Miscellanei. Band 1. L’Erma di Bretschneider, Rom 1961.
- Vasi di Hadra. Tentativo di sistemazione cronologica di una classe ceramica (= Studi Miscellanei Band 8). L’Erma Bretschneider, Rom 1964.
- Marmi antichi nei disegni di Pier Leone Ghezzi. Biblioteca Apostolica Vaticana, Città de Vaticano 1971.
- (Hrsg.): Scritti in memoria di Giovanni Becatti (= Studi Miscellanei 22) De Luca, Rom 1976.
- Sculture di Palazzo Mattei (= Studi Miscellanei 20). De Luca, Rom 1972.
- (Hrsg.): Palazzo Mattei di Giove. Le antichità. L’Erma di Bretschneider, Rom 1982, ISBN 88-7062-526-5.
- mit Carlo Gasparr (Hrsg.): Il Palazzo del Quirinale. Catalogo delle sculture. L’Erma di Bretschneider, Rom 1993, ISBN 88-7062-819-1.